# Federico I di Baden
Federico I di Baden, nome completo Federico Guglielmo Ludovico di Baden (Karlsruhe, 9 settembre 1826 – Isola di Mainau, 28 settembre 1907), fu granduca di Baden dal 1858 al 1907.

## Biografia

### Infanzia

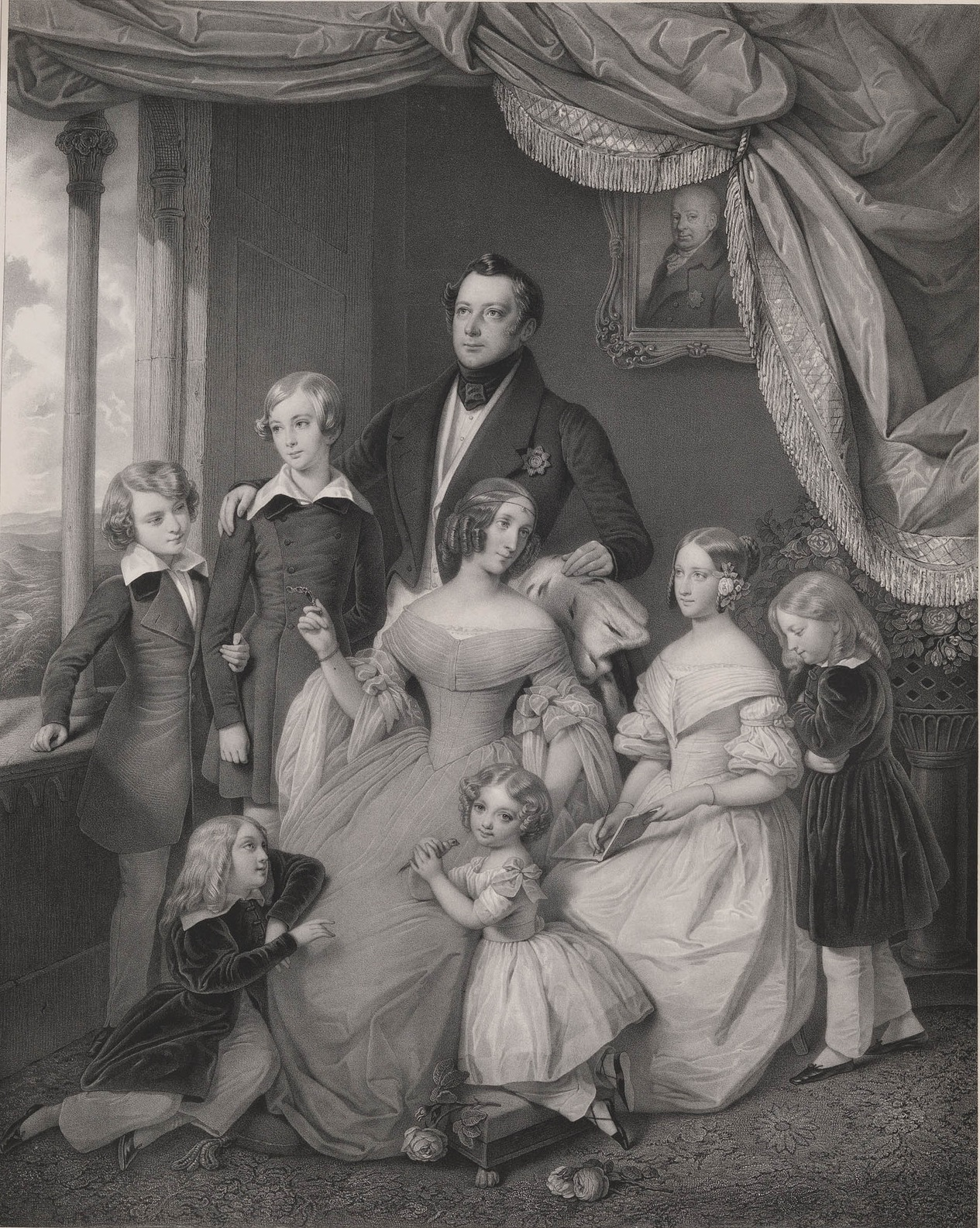
Leopoldo I di Baden con la sua famiglia

Federico era figlio del granduca Leopoldo I di Baden (1790-1852) e della granduchessa Sofia Guglielmina (1801-1865), nata principessa di Svezia e figlia di Gustavo IV Adolfo (1778-1837) e di Federica di Baden (1781-1826).

### Reggenza

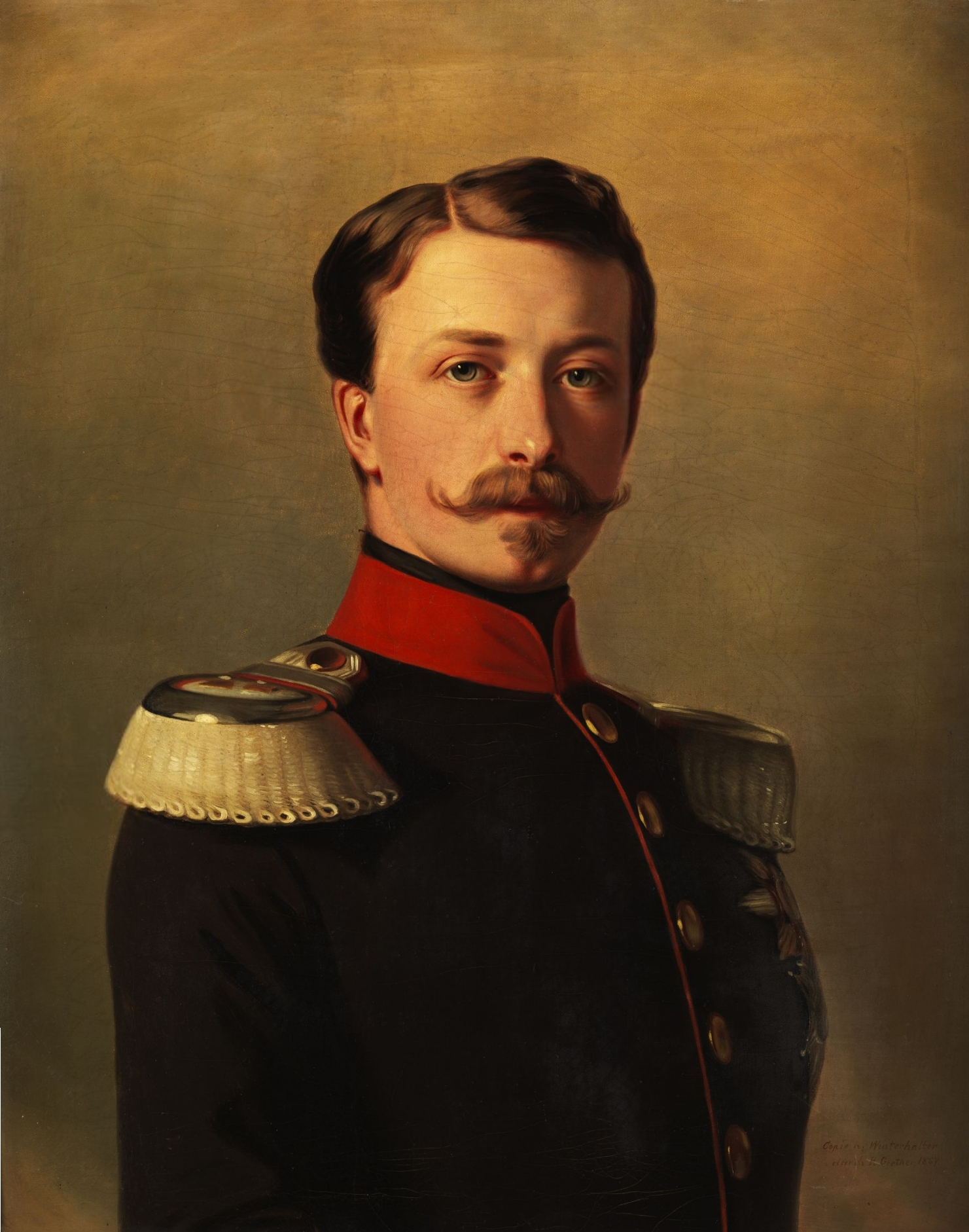
Federico I di Baden in un ritratto del 1857, opera di Rudolf Epp

A causa della malattia mentale del fratello maggiore Luigi (1824-1858), Federico assunse la reggenza ad interim del Granducato di Baden dal 1852 al 1855. Nel 1852, inoltre, egli venne nominato dal re Federico Guglielmo IV di Prussia comandante del 7º reggimento di ulani nel quale rimase tutta la sua vita, al punto che tale reggimento venne successivamente rinominato reggimento "Granduca di Baden".

### Matrimonio

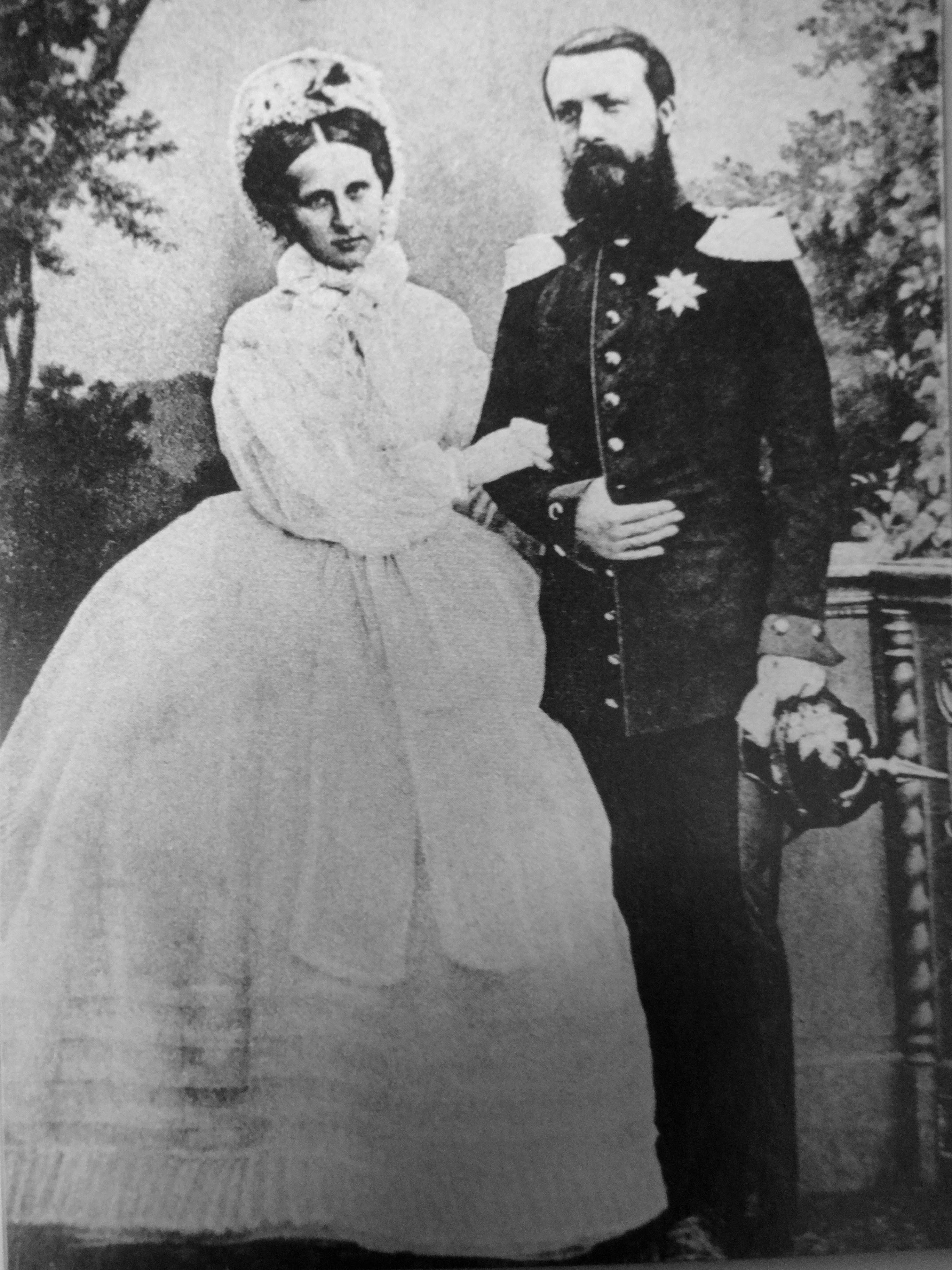
Federico del Baden e Luisa di Prussia

Federico I sposò nel 1856 Luisa di Prussia, figlia del re Guglielmo I di Prussia (1797-1888) e di Augusta di Sassonia-Weimar (1811-1890).

### Granduca del Baden

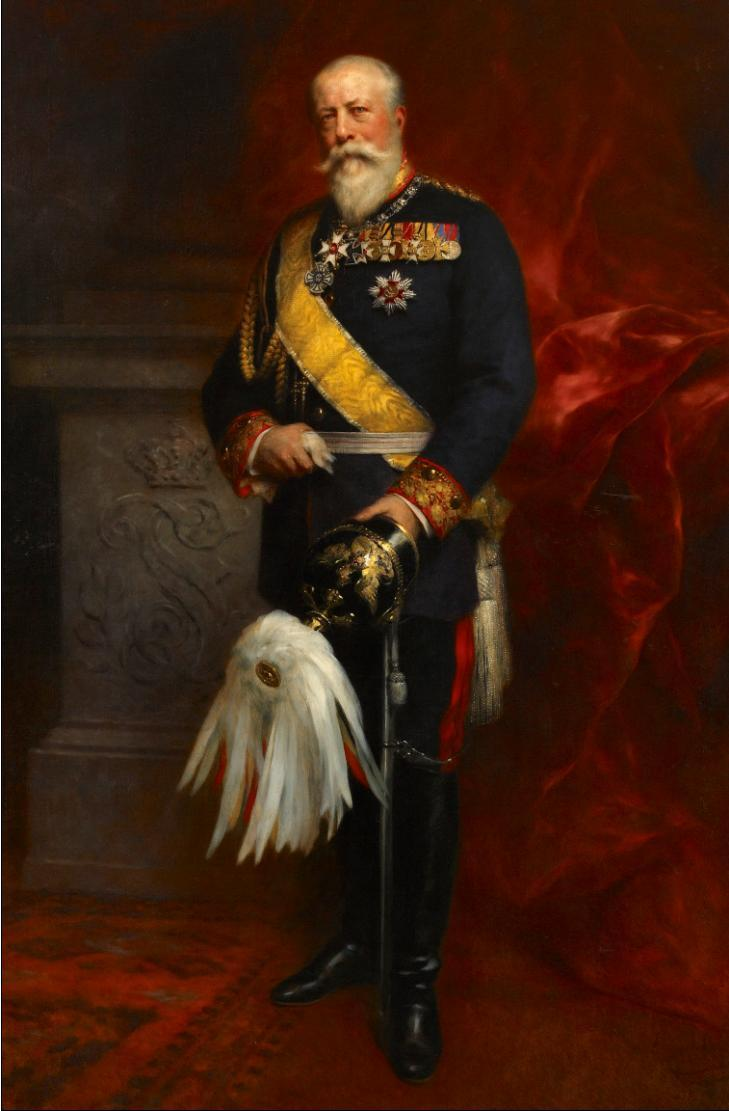
Federico I di Baden, ritratto di Ferdinand Keller del 1900

Nel 1856 fu nominato granduca e, prendendo le redini dello Stato, apportò ben presto modifiche ed innovazioni sostanziali, come la promozione della costruzione di una rete ferroviaria e l'espansione delle vie navigabili, che resero più facili gli scambi commerciali all'interno del paese e con gli stati esteri.
Grande promotore dell'arte, già dal 1854 aveva fondato la Staatliche Akademie der Bildenden Künste Karlsruhe che, una volta salito al trono, promosse largamente, investendo in personaggi come Rudolf Epp e Ferdinand Keller. Amante delle scienze naturali, Federico nel 1853 aveva acquistato l'isola di Mainau, sulla quale fece realizzare un giardino con piante esotiche portate in Germania dai suoi viaggi, creando le basi per un parco naturalistico ancora oggi esistente.
Federico I fu considerato dai contemporanei come un difensore della monarchia costituzionale. Nel 1871, alla proclamazione dell'Impero tedesco, fu presente alla cerimonia della firma, tenutasi a Versailles.

Il granduca Federico al capezzale di Guglielmo I di Prussia

Durante il suo regno furono introdotti nel Granducato il matrimonio con rito civile e l'elezione diretta della Camera del Parlamento di Baden (1904). Il 9 marzo 1888 fu presente al letto di morte dell'imperatore Guglielmo I di Germania, assieme alla figlia Vittoria ed alla granduchessa Luisa di Baden, principessa di Prussia, oltre ovviamente al principe Guglielmo di Prussia.
Durante la Conferenza di Algeciras del 1906, di fronte all'intransigenza della Germania a non accogliere le richieste francesi sul Marocco, Federico I inviò all'imperatore Guglielmo II una lettera in cui, fra l'altro, scriveva: «È evidente quanto dannosa per noi sarebbe ora una guerra con la Francia […] Una guerra siffatta può essere desiderata soltanto da coloro che vogliono rovinare la nostra industria sviluppatissima, impedendo una sufficiente esportazione […] Dato il temperamento, grazie al Cielo, pacifico del governo imperiale, in Germania si accoglierebbe con gioia un suo atteggiamento conciliante nella questione del Marocco e si vedrebbe con riconoscenza il rifiorire dei nostri interessi industriali».

### Morte

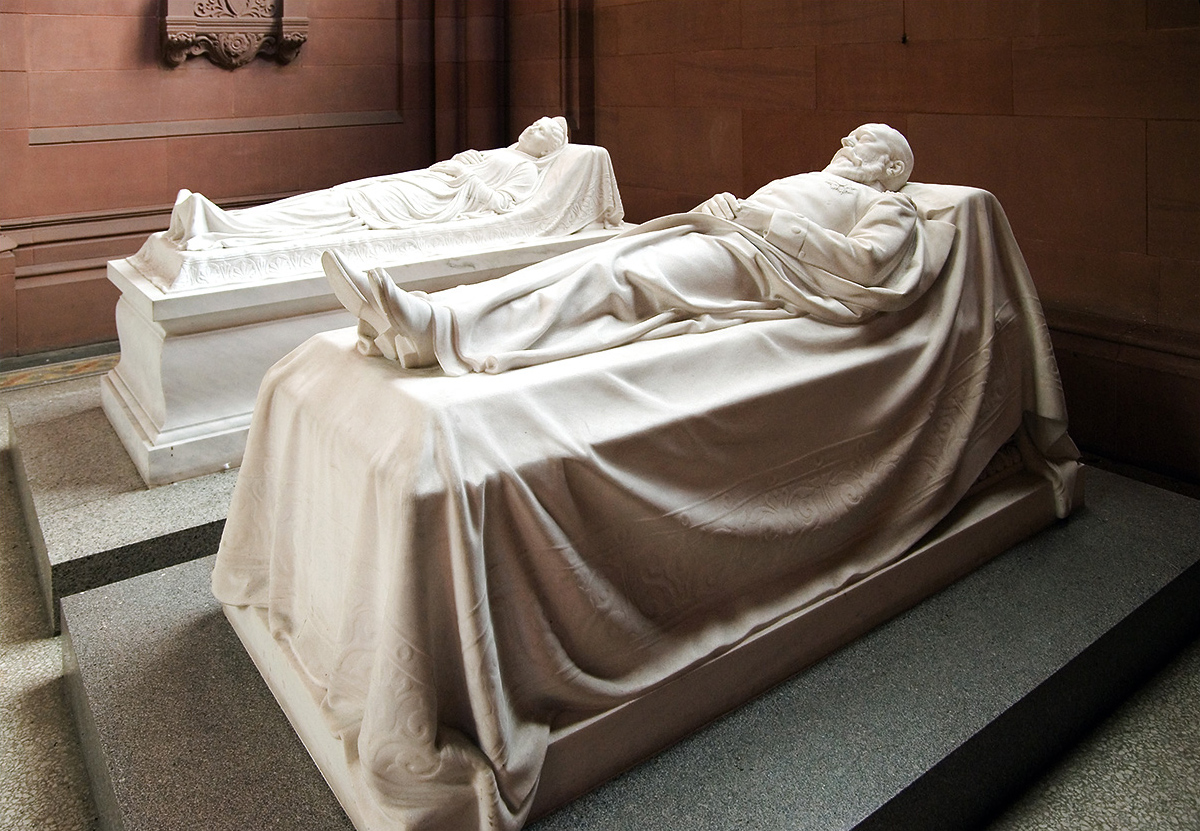
Le tombe di Federico I e di sua moglie

Federico I morì nel 1907 nella sua residenza estiva situata sull'isola di Mainau, che oggi è proprietà degli eredi del principe Lennart Bernadotte (1909-2004), figlio di Guglielmo di Svezia e di Maria Pavlovna di Russia. La sua salma venne tumulata in una monumentale tomba, progettata da Hermann Volz, che ancora oggi si trova a Karlsruhe.

## Discendenza

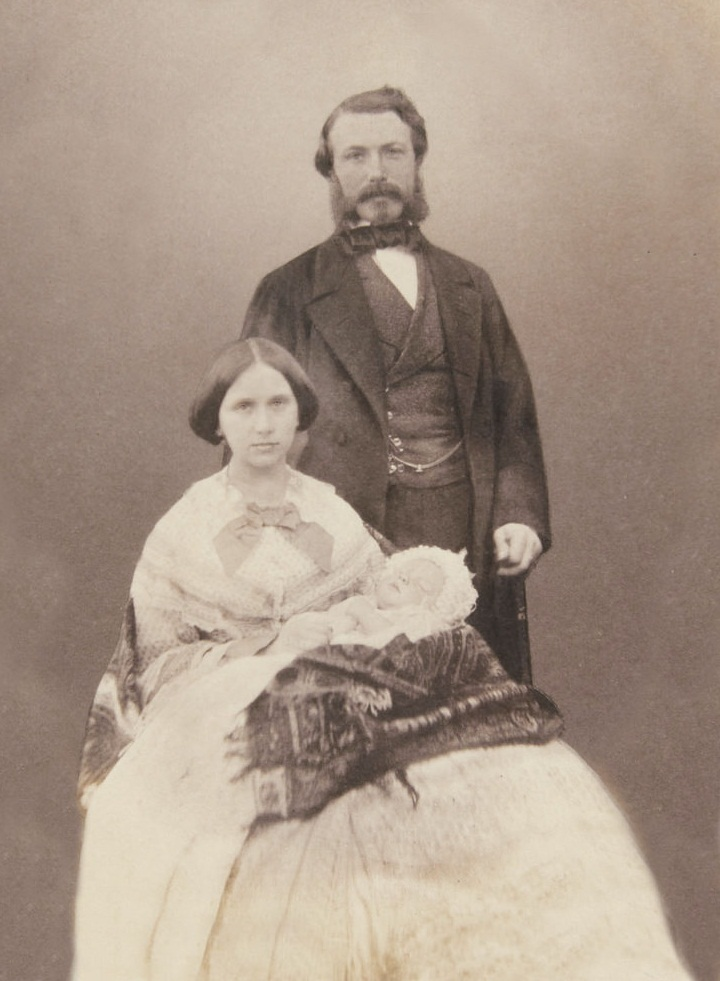
Il granduca Federico, Luisa di Prussia e il figlio Federico

Dal matrimonio tra Federico I e Luisa di Prussia nacquero tre figli:
- Federico (1857-1928), granduca di Baden, sposò Hilda di Lussemburgo (1864-1952);
- Vittoria (1862-1930), regina consorte di Svezia, sposò Gustavo V di Svezia (1858-1950);
- Luigi Guglielmo (1865-1888).

## Ascendenza
|                                              |                       |                                            | Genitori                                       |  |  | Nonni |  |  | Bisnonni                  |  |  | Trisnonni                            |  |
|                                              |                       |                                            |                                                |  |  |       |  |  | Federico di Baden-Durlach |  |  | Carlo III Guglielmo di Baden-Durlach |  |
|                                              |                       |                                            |                                                |  |  |       |  |  | Federico di Baden-Durlach |  |  | Carlo III Guglielmo di Baden-Durlach |  |
|                                              |                       | Maddalena Guglielmina di Württemberg       |                                                |  |  |       |  |  | Federico di Baden-Durlach |  |  |                                      |  |
| Carlo Federico di Baden                      |                       |                                            |                                                |  |  |       |  |  | Federico di Baden-Durlach |  |  |                                      |  |
|                                              |                       | Amalia di Nassau-Dietz                     | Giovanni Guglielmo Friso d'Orange              |  |  |       |  |  |                           |  |  |                                      |  |
|                                              |                       | Amalia di Nassau-Dietz                     | Giovanni Guglielmo Friso d'Orange              |  |  |       |  |  |                           |  |  |                                      |  |
|                                              |                       | Amalia di Nassau-Dietz                     | Maria Luisa d'Assia-Kassel                     |  |  |       |  |  |                           |  |  |                                      |  |
| Leopoldo di Baden                            |                       | Amalia di Nassau-Dietz                     |                                                |  |  |       |  |  |                           |  |  |                                      |  |
|                                              |                       | Luigi Enrico, Barone Geyer di Geyersberg   | Christian Heinrich Geyer von Geyersberg        |  |  |       |  |  |                           |  |  |                                      |  |
|                                              |                       | Luigi Enrico, Barone Geyer di Geyersberg   | Christian Heinrich Geyer von Geyersberg        |  |  |       |  |  |                           |  |  |                                      |  |
|                                              |                       | Luigi Enrico, Barone Geyer di Geyersberg   | Christianne Philippa von Thümel                |  |  |       |  |  |                           |  |  |                                      |  |
| Baronessa Luisa Carolina Geyer di Geyersberg |                       | Luigi Enrico, Barone Geyer di Geyersberg   |                                                |  |  |       |  |  |                           |  |  |                                      |  |
|                                              |                       | Contessa Massimiliana Cristiana di Sponeck | Johann Rudolph von Hedwiger, Conte di Sponeck  |  |  |       |  |  |                           |  |  |                                      |  |
|                                              |                       | Contessa Massimiliana Cristiana di Sponeck | Johann Rudolph von Hedwiger, Conte di Sponeck  |  |  |       |  |  |                           |  |  |                                      |  |
|                                              |                       | Contessa Massimiliana Cristiana di Sponeck | Wilhelmine Louise von Hoff                     |  |  |       |  |  |                           |  |  |                                      |  |
| Federico I di Baden                          |                       | Contessa Massimiliana Cristiana di Sponeck |                                                |  |  |       |  |  |                           |  |  |                                      |  |
|                                              | Gustavo III di Svezia | Adolfo Federico di Svezia                  |                                                |  |  |       |  |  |                           |  |  |                                      |  |
|                                              | Gustavo III di Svezia | Adolfo Federico di Svezia                  |                                                |  |  |       |  |  |                           |  |  |                                      |  |
|                                              | Gustavo III di Svezia | Luisa Ulrica di Prussia                    |                                                |  |  |       |  |  |                           |  |  |                                      |  |
| Gustavo IV Adolfo di Svezia                  | Gustavo III di Svezia |                                            |                                                |  |  |       |  |  |                           |  |  |                                      |  |
|                                              |                       | Sofia Maddalena di Danimarca               | Federico V di Danimarca                        |  |  |       |  |  |                           |  |  |                                      |  |
|                                              |                       | Sofia Maddalena di Danimarca               | Federico V di Danimarca                        |  |  |       |  |  |                           |  |  |                                      |  |
|                                              |                       | Sofia Maddalena di Danimarca               | Luisa di Hannover                              |  |  |       |  |  |                           |  |  |                                      |  |
| Sofia Guglielmina di Svezia                  |                       | Sofia Maddalena di Danimarca               |                                                |  |  |       |  |  |                           |  |  |                                      |  |
|                                              |                       | Carlo Luigi di Baden                       | Carlo Federico di Baden                        |  |  |       |  |  |                           |  |  |                                      |  |
|                                              |                       | Carlo Luigi di Baden                       | Carlo Federico di Baden                        |  |  |       |  |  |                           |  |  |                                      |  |
|                                              |                       | Carlo Luigi di Baden                       | Carolina Luisa d'Assia-Darmstadt               |  |  |       |  |  |                           |  |  |                                      |  |
| Federica di Baden                            |                       | Carlo Luigi di Baden                       |                                                |  |  |       |  |  |                           |  |  |                                      |  |
|                                              |                       | Amalia d'Assia-Darmstadt                   | Luigi IX d'Assia-Darmstadt                     |  |  |       |  |  |                           |  |  |                                      |  |
|                                              |                       | Amalia d'Assia-Darmstadt                   | Luigi IX d'Assia-Darmstadt                     |  |  |       |  |  |                           |  |  |                                      |  |
|                                              |                       | Amalia d'Assia-Darmstadt                   | Carolina del Palatinato-Zweibrücken-Birkenfeld |  |  |       |  |  |                           |  |  |                                      |  |
|                                              |                       | Amalia d'Assia-Darmstadt                   |                                                |  |  |       |  |  |                           |  |  |                                      |  |